# Броглио, Сильверий Францевич
Сильверий Францевич Броглио (де Броль; Sylvere Broglia; 1799 — 18 сентября 1824 или 1829) — шевалье де Казальборгоне, лицейский товарищ Пушкина.

## Биография
Дальний родственник французских герцогов Брольи. Отец — Франческо Мария Бролья, шевалье де Казальборгоне (1750—1822), служил офицером в пьемонтской гвардии, затем жил в Америке. Переехав в Россию, поступил на государственную службу. Мать — Селестина, урождённая д’Аркур де Бальзан (умерла в 1838 году). Дед — Мария Доменико Бролья, граф де Казальборгоне (1712—1794). Братья — Фредерик Доминик (1787, Америка — ?), Исидор (1796—1807, Россия), Ладислас (1800—1811, Россия). Сестры — Элеонора (1797 год—?), Селестина.
Как сын шевалье, Сильверий не имел права на графский титул, но в России он и его отец именовались графами (так как по российским правилам и младшие сыновья имели право на отцовский титул).
Спартанскою душой пленяя нас,

Воспитанный суровою Минервой,

Пускай опять Вальховский сядет первый,

Последним я, иль Брольо, иль Данзас.
Поступил в Царскосельский лицей в 1811 году. Был одним «из последних по успехам учеников и первый по шалостям». Носил (хотя и неохотно) мальтийский крест, право на который имели мужчины из рода Бролья.

В русском и латинском языках. Не способен, прилежание тщетно, успехов нет.
Во французском языке. Нерадение и непонятность.
В немецком языке. Не способен и не надежен в успехах.
У адъюнкт-профессора де-Рененкампфа (по словесности нем. и франц.). Старается при весьма посредственных способностях.
В логике и нравственности. Не понятен, прилежен, но без успеха.
В математике. Ни охоты, ни способности. Успехов ни малейших.
В географии и истории. Дарования слабы. Успех мал.
В рисовании. Посредственных дарований. Успехи медленны. 4-го отделения.
В чистописании. Начинает успевать.
В фехтовании. Довольно хорошо.
По нравственной части. Благонравен, простосердечен, крайне упрям и чувствителен с гневом, но признателен.
— из "Табели, составленной из поданных ведомостей гг. профессоров, адъюнкт-профессоров и учителей: 1) об успехах, 2) прилежании, 3) о дарованиях воспитанников ИМПЕРАТОРСКОГО Лицея, какие оказали они с 19-го марта по ноября 1812 года.
В 1817 году, окончив лицей, уехал на родину в Италию.
C 4 сентября 1817 года он стал служить в чине поручика в полку Монферата пьемонтской армии, где уже находился его старший брат Фредерик Доминик. Оба брата примкнули к освободительному движению, направленному против королевской власти. Восстание 1821 года было подавлено. По постановлению королевского суда Сильверий был лишён чинов, орденов, имущества и изгнан за пределы Пьемонта навечно.
Погиб в 1824, по другим данным в 1829 году, в Греции, где шла освободительная война против турецкого ига.